# Eupelmus fulgens
Eupelmus fulgens är en stekelart som beskrevs av Nikol'skaya 1952. Eupelmus fulgens ingår i släktet Eupelmus och familjen hoppglanssteklar.
Artens utbredningsområde är Turkmenistan. Inga underarter finns listade i Catalogue of Life.